# Okręg wyborczy Falkirk Burghs
Okręg wyborczy Falkirk Burghs powstał w 1832 r. i wysyłał do brytyjskiej Izby Gmin jednego deputowanego. Okręg obejmował miasto Falkirk. Został zlikwidowany w 1918 r.

## Deputowani do brytyjskiej Izby Gmin z okręgu Falkirk Burghs
- 1832–1841: William Downe Gillon
- 1841–1846: William Baird
- 1846–1851: Henry Pelham-Clinton, hrabia Lincoln, Peelites
- 1851–1857: James Baird, Partia Konserwatywna
- 1857–1857: James Merry
- 1857–1859: John Hamilton, wigowie
- 1859–1874: James Merry
- 1874–1886: John Ramsay, Partia Liberalna
- 1886–1892: William Pirrie Sinclair, Partia Liberalno-Unionistyczna
- 1892–1895: Harry Smith, Partia Liberalna
- 1895–1906: John Wilson
- 1906–1918: John Archibald Murray Macdonald, Partia Liberalna